# Wikipedia in afrikaans
La Wikipedia in afrikaans  (in afrikaans Afrikaanse Wikipedia), spesso abbreviata in af.wiki, è l'edizione in lingua afrikaans dell'enciclopedia online Wikipedia.

## Storia
È stata aperta il 16 novembre 2001.

## Statistiche
La Wikipedia in afrikaans ha 123 266 voci, 404 242 pagine, 186 161 utenti registrati di cui 200 attivi, 14 amministratori e una "profondità" (depth) di 35 (al 21 marzo 2025).
È la 69ª Wikipedia per numero di voci ma, come "profondità", è la 39ª fra quelle con più di 100 000 voci (al 14 ottobre 2024).

## Cronologia
- Gennaio 2004 – supera le 1000 voci
- Giugno 2008 – supera le 10 000 voci
- 15 giugno 2018 – supera le 50 000 voci ed è la 86ª Wikipedia per numero di voci
- 8 settembre 2021 – supera le 100 000 voci ed è la 71ª Wikipedia per numero di voci